# Tulipa biebersteiniana
Tulipa biebersteiniana là một loài thực vật có hoa trong họ Liliaceae. Loài này được Schult. & Schult.f. miêu tả khoa học đầu tiên năm 1829.